# Guiche
Guiche är en kommun i departementet Pyrénées-Atlantiques i regionen Nouvelle-Aquitaine i sydvästra Frankrike. Kommunen ligger i kantonen Bidache som tillhör arrondissementet Bayonne. År 2022 hade Guiche 1 054 invånare.

## Befolkningsutveckling
Antalet invånare i kommunen Guiche
| Referens: INSEE |